# Montvai Tibor
Montvai Tibor (Eger, 1978. november 23.) magyar labdarúgó. A 2007/2008-as szezonnak a felénél szerződött (akkor még csak kölcsönben) a KTE-hez, de 14 találatával így is házi gólkirály lett. Külön érdekesség, hogy a Nyíregyháza ingyen is kölcsönadta volna a Ferencvárosnak, de a zöld-fehér klub nemet mondott. Később az Üllői úton az ő duplájával nyert a Kecskemét Századik NB I-es bajnoki mérkőzésén, 2008. szeptember 26-án, a DVSC ellen is gólt szerzett. A közönség gyakran "Bólints Tibi!"-vel biztatja, utalva több fejjel szerzett góljára. 2010. május 1-jén tudta meg, hogy édesapja elhunyt, mégis vállalta aznap a játékot, és gólt is szerzett a Nyíregyháza ellen.
2010 nyarán 2 évre a Paksi FC csapatához igazolt. Cserébe Tököli Attila ment a Kecskeméti TE-hez.
2012 nyarán visszatért Nyíregyházára, ahol az FTC II elleni 1-0-ra megnyert mérkőzésen góllal debütált régi-új csapatában.

## Sikerei, díjai
NB II aranyérem: 2007, 2008